# Sylwester Szafarz
Sylwester Szafarz (ur. 1945) – polski pisarz, tłumacz, publicysta, urzędnik i dyplomata, konsul RP w Szanghaju (2004–2007).

## Życiorys
Sylwester Szafarz ukończył studia na Wydziale Handlu Zagranicznego Szkoły Głównej Planowania i Statystyki. Studiował też na Wydziale Dziennikarstwa UW. Odbywał staże podyplomowe we Francji, Wielkiej Brytanii i Stanach Zjednoczonych.
Działacz Polskiej Zjednoczonej Partii Robotniczej, kierował departamentem Komitetu Centralnego. Zawodowo związany ze służbą cywilną i zagraniczną. Pracował w Kancelarii Prezesa Rady Ministrów i Kancelarii Prezydenta RP. Przebywał na placówkach w Paryżu (dwukrotnie), Pekinie, Ho Chi Minh. Konsul Generalny RP w Szanghaju (2004–2007). Był prezesem zarządu polskiego koncernu obronnego, ekspertem Banku Pekao S.A., dyrektorem generalnym Polsko-Chińskiej Izby Gospodarczej. Pracował także jako dziennikarz i publicysta. Członek Międzynarodowej Federacji Dziennikarzy, Stowarzyszenia Dziennikarzy RP i Korporacji Absolwentów Wydziału Handlu Zagranicznego SGPiS/SGH. Wyróżniony m.in. Krzyżem Kawalerski i Oficerskim Orderu Odrodzenia Polski.

## Publikacje książkowe
- Sylwester Szafarz: Główne problemy budownictwa komunistycznego w ZSRR oraz międzynarodowe i internacjonalistyczne treści XXV zjazdu KPZR. Warszawa: Wydawnictwo Ministerstwa Obrony Narodowej, 1976. OCLC 830607267. Brak numerów stron w książce
- Sylwester Szafarz, Godlewski Tadeusz: Istota, cele i zadania działalności partii komunistycznych w rozwiniętych krajach kapitalistycznych. Warszawa: Wydawnictwo Ministerstwa Obrony Narodowej, 1980. OCLC 838738263. Brak numerów stron w książce
- Sylwester Szafarz: Ziemi na ratunek. Warszawa: Wydawnictwo „Kto Jest Kim”, 2015. ISBN 978-83-64469-04-6. Brak numerów stron w książce
- Sylwester Szafarz: Cywilizacja XXII wieku. Warszawa: Wydawnictwo „Kto Jest Kim”, 2015. ISBN 978-83-64469-05-3. Brak numerów stron w książce
- Sylwester Szafarz: Ewolucja BRICS. Warszawa: Wydawnictwo „Kto Jest Kim”, 2019. ISBN 978-83-64469-20-6. Brak numerów stron w książce

Tłumaczenia
- Dokumenty z 3. Posiedzenia Plenarnego 18. Komitetu Centralnego Komunistycznej Partii Chin [Documents of the Third Plenary Session of the 18th Central Committee of the Communist Party of China]. Sylwester Szafarz (tłum.). Warszawa: Wydawnictwo „Kto Jest Kim”, 2014, s. 153. ISBN 978-83-64469-02-2.
- Jinping Xi: Innowacyjne Chiny [The Governance of China]. Sylwester Szafarz (tłum.). Warszawa: Wydawnictwo „Kto Jest Kim”, 2015, s. 437. ISBN 978-83-64469-06-0.
- Jinping Xi: Referat sprawozdawczy XVIII KC KPCh wygłoszony przez sekretarza generalnego, prezydenta Xi Jinping : XIX Krajowy Zjazd Komunistycznej Partii Chin 18-24 października 2017 roku [Work report of the 18th CPC CC delivered by the secretary general, president Xi Jinping]. Sylwester Szafarz (tłum.). Warszawa: Wydawnictwo „Kto Jest Kim”, 2018, s. 104. ISBN 978-83-64469-16-9.
- Jinping Xi: Chińskie marzenie [Chinese dream of the great rejuvenation of the Chinese nation]. Sylwester Szafarz (tłum.). Warszawa: Wydawnictwo „Kto Jest Kim”, 2018, s. 360. ISBN 978-83-64469-12-1.